# 関数電卓

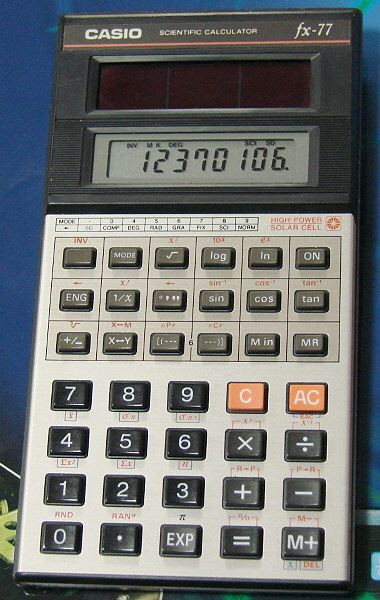
カシオFX-77。このような太陽電池を使った1行表示の関数電卓は1980年代から登場した。

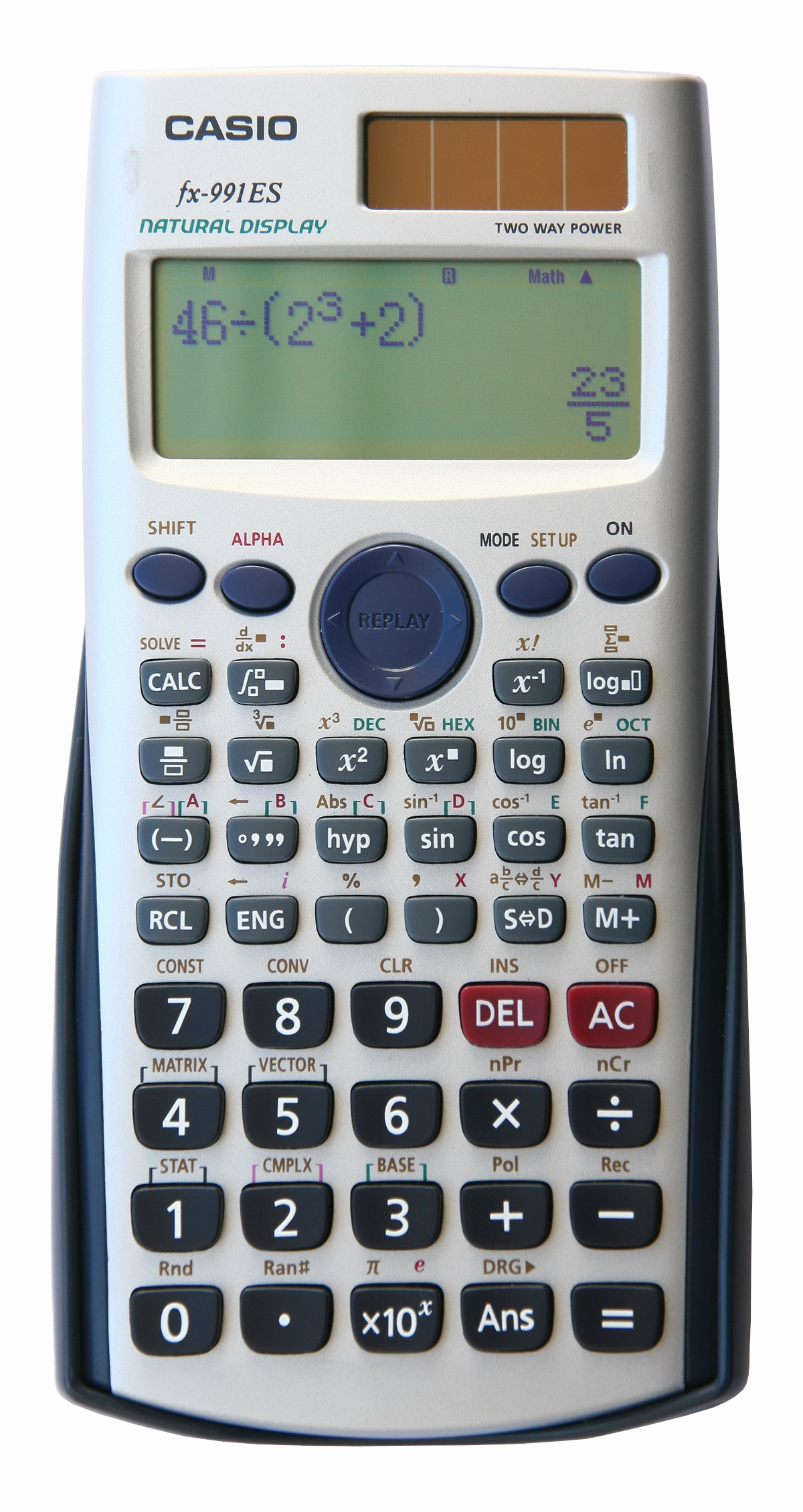
カシオFX-991ES (2005) はドットマトリクス表示になっている。

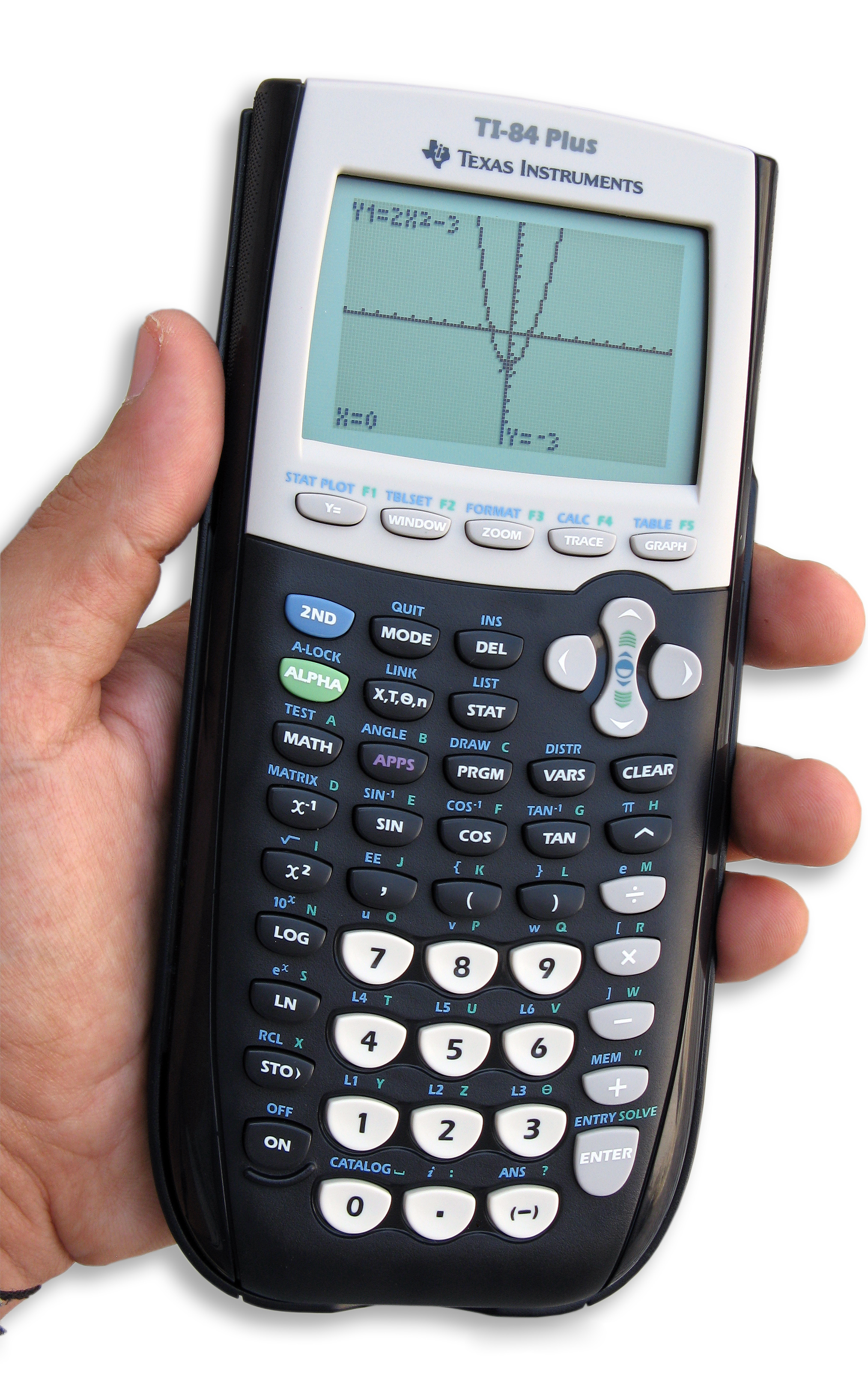
TI-84 Plus。典型的なグラフ電卓

関数電卓（かんすうでんたく、英語: scientific calculator）は、四則演算以外に科学技術計算に関する計算機能を持つ電卓である。
製品の発展の歴史的経緯から、初期の製品が三角関数、指数関数、対数関数などの初等関数の値を数表に頼ることなく得られる機能を有したことから関数電卓と称される。今日的な製品では、これらの機能以外にも後述の各種計算機能を備える製品が流通している。
主なメーカーには、ヒューレット・パッカード、テキサス・インスツルメンツ、カシオ計算機、シャープ、キヤノンがある。
関数電卓の出現により、数表や計算尺の初等関数の尺の機能は主要な役割を終えた。

## 機能
関数電卓の特徴として凡そ次の点が挙げられる。
- 四則演算を中心とした事務用途の電卓に比べて多数の計算機能を備えている。

事務用途の電卓でも実現されている機能として、百分率、平方根、消費税計算、1変数のメモリが挙げられるが、これより多くの計算機能を有する。
搭載している計算機能はメーカーや機種によって異なるが、以下のような機能および関数は多くの関数電卓が備えている。
数値の取扱と計算順序
- 内部の数値が浮動小数点方式であり、指数表示計算（例: 1.23E8）が可能である。
- 計算の優先順位が存在し、入力順で計算されるのではなく優先順位に従って計算される。
- 計算の優先順位を指定するためのカッコを入力できる。

初等関数
- 三角関数（双曲線関数を搭載する場合もある）
角度単位の切換（度〈DEG〉、ラジアン〈RAD〉、グラード〈GRAD〉）
- 指数関数、対数関数
ネイピア数eを底とするもの、10を底とするもの、及びこれらから公式を用いて任意の底の指数関数、対数関数。
- 冪乗と冪根。二乗、三乗、平方根、立方根。
- 円周率πやネイピア数eなどの定数を素早く入力できる。

さらに上位機種では以下のような機能も備えている。
計算
- 除算における剰余
- 順列と組み合わせ
- 階乗
- 乱数の発生
- 数値丸め機能（小数点固定と切り捨て、四捨五入、切り上げ）

数の種類
- 分数、約分と通分、仮分数と帯分数、分数と小数の変換
- 度分秒計算
- 時間計算
- 座標変換（直交座標と極座標の相互変換）
- 複素数、インピーダンス計算
- 二進数、八進数、十六進数の計算。基本的なブール演算

計算を補助する機能
- アンサーメモリー
最後に＝・Entキーを押して確定した計算結果を、次の計算式の任意の場所で参照して代入できる機能
- 過去に遡っての計算式のチェックと修正、同じ計算式で変数の値を変えての再計算
- メモリーを複数個備える。
- 物理定数や数学定数の呼び出し
- 単位の換算
- 数式記憶機能、計算式のユーザ定義関数としての保存、公式の呼び出し

計算の表式
- 分数や方程式を表記通りに計算
かつてほとんどの関数電卓は、たとえば1引数の関数の場合、「3.14」次いで「sin」のように、まず引数を入力し、次いで関数のボタンを押す、という順序の入力方式が主流であった。後には通常の数式通り（書式通り・公式通りとも）の順序で入力する方式があらわれ、数式が表示される機種から広まっていった。カシオのようにほぼ全機種でその方式を採用したメーカーもある。この数式通り方式は、数式を左から書くのと同じ順序で、たとえば「sin」次いで「3.14」のように操作する。これに対して従来の方式は標準方式などと呼ばれる。2000年代後半より、数式自然表示[注釈 1]という、分数や開平記号なども教科書や手書きの数式のように表示される方式が登場してきている。
- 逆ポーランド記法による計算

数学的演算、表計算
- 微分、積分(数値計算)
- 行列の計算
- リスト（ベクトル）計算
- 統計計算と確率分布計算
- 表計算

プログラムとグラフ
- プログラム機能 - プログラム電卓を参照
- グラフ描画

ハードウェア機能
- プログラムやデータの保存
- OHPやテレビ画面への投影
- 通信機能（同一機種間、若しくはパソコンとの）
- 計測器からのデータ入力
- 外部プリンタ接続による紙への印字
- 時計機能など

科学技術用途以外の分野で次のような機能を有する製品もある。これらは金融電卓、ビジネス電卓等と称される。
- 金融計算（複利計算、ローン計算など）
- 商売（原価、売価、粗利率）計算
- 減価償却計算

機能の数は、メーカーの提示によれば普及機種で300機能程度、上位機種では700機能程度に達するものが存在する。

## 形態
狭義には数値計算機能に特化した手帳型の専用機の形態の物を指す。一般的な事務用の電卓と同様に数値のみ1行で10桁から12桁の表示で、指数表示のため指数専用の桁が存在するのが関数電卓の特徴の一つである。製品の進化に伴い複数行表示が可能な製品が登場し、7セグメント数字表示からドットマトリクスで表示するものが登場した。
計算内容を利用者が独自に設定できるプログラム電卓も存在する。
液晶ドット表示による表示機能を発展させたものとしてグラフ電卓が存在する。グラフ電卓は関数電卓およびプログラム電卓としての計算機能を備え、さらに入力データなどに基づいてグラフ（関数のグラフないし統計図表、チャート）を描画できる。
また初等関数の値を得られるという意味ではポケットコンピューターも関数電卓機能を有する。
パソコンやスマートフォンで動作する関数電卓アプリも多数存在する。

## 用途
最も基本的な用途は初等関数の値を求める場合に用いる。関数電卓の登場以前では、例えば三角関数は数表を参照して、数表を用いない場合は計算方法を用意して手計算あるいは機械式計算機により計算していたが、関数電卓によって迅速に値を求めることができるようになった。また、物理学、化学などでは、絶対値の0に近い値から大きい値まで非常に広範囲の数値を扱うことがあり、指数表示による浮動小数点数を扱える関数電卓が用いられる。前述の通り計算可能な機能が広がっているので、それらの計算でも用いられる。大学における物理学、化学を始めとする分野の実験や、企業における設計・製造・検査等における数値計算で利用される。
各分野に特化した専用モデルも多く開発されており、測量など屋外での使用を想定し防水や耐衝撃性を重視した不動産、土木エンジニア向けなどがある。関数電卓と言う場合科学技術計算用途が意識されることが多いが、金融市場向けの金融電卓も一般事務用電卓にはない計算機能を拡張している同類の製品である。他にも関数電卓の機能を応用し航空分野でフライトコンピューター（操縦士用の計算尺）を電子化した「デジタル・フライトコンピューター」もある。
土地家屋調査士や証券アナリストなど複雑な計算を必要とする資格試験では、関数電卓の持ち込みを許可していることもあるが、参照情報持ち込みによる不正防止のため文字入力やプログラム機能が無いことを条件としており、実施機関が使用を認める電卓の機種（型式）を制限しているほか、資格予備校でも講座で使用する推奨機種を提示するなどしている。電気主任技術者では、2004年から一種と二種の試験で関数電卓の使用を禁止し、普通電卓のみ可としている。
日本では電卓を扱う商店のうち家電量販店など品揃えが広い店で入手できるが、アメリカのSAT（大学進学適性試験）のように大学入学試験で使用が許可される国では、スーパーマーケットの棚に文房具と並んで関数電卓が販売されている。SATではグラフ電卓を許可していることもあり、欧米の高等教育分野では数値計算機能の機種よりグラフ電卓の需要が多い。

## 歴史
上述の基本的機能を全て備えた最初の関数電卓はヒューレット・パッカード(HP) の HP 9100A (1968) である。ただし Wang LOCI-2 や Mathatronics Mathatron も後に関数電卓の機能とされる機能を一部先行して搭載していた。HP-9100シリーズは集積回路ではなくトランジスタで構成されており、個人用計算機として初めてCORDICアルゴリズムによる三角関数の計算を実現し、逆ポーランド記法(RPN) の順序による入力方法を初めて採用した電卓である。その後HPは電卓で逆ポーランド記法順を広く採用するようになり、今でも金融向けのHP-12Cやグラフ電卓のHP-48シリーズで逆ポーランド記法順をデフォルトの入力方式として採用している。
1972年2月1日に登場したHP-35はHP初のポケットサイズの電卓で、世界初のハンドヘルド型関数電卓である。HP製のデスクトップ型関数電卓と同様、逆ポーランド記法順を採用している。価格は395ドルで、1975年まで販売されていた。その後も HP-35s や HP-50g といった関数電卓を発売している。1974年の HP-65 はプログラム電卓である。
テキサス・インスツルメンツもデスクトップ型の関数電卓をいくつか発売した後、1974年1月15日にハンドヘルド型の関数電卓 SR-50 を発売した。その後も関数電卓市場で存在感を示し続け、TI-30シリーズ (1976 - ) は教育現場で広く採用された。
カシオ計算機とシャープも関数電卓の主要メーカーである。カシオのFXシリーズ（最初の機種は1972年のFX-1）は、学校などによく売れた。カシオはグラフ電卓市場でも活躍しており、FX-7000Gは世界初のグラフ電卓として知られている。日本のメーカーでは他にキヤノンも関数電卓を販売しており、かつてはシチズン時計も関数電卓を販売していた。
Windowsの標準添付アプリ（「アクセサリ」）の電卓や、Mac OSの計算機も、macOS以降は関数電卓モードを持っている。ブラウザ上で動作する関数電卓も存在する。
2010年代になると、パソコン・スマホの普及もあり、日本では関数電卓の存在は過去のものとなりつつある。その背景として日本の教育現場での忌避感情がある。文科省の職員曰く「現場の高校の先生たちが関数電卓による教授法を知らないうえ、手計算を頑張ってきた自らの成功体験が捨てきれない」という。
だが世界的にみれば潜在的な需要は教育の現場などで依然として大きい。欧米では教育現場での使用が盛んであり（グラフ電卓#教育におけるグラフ電卓も参照）、東南アジア諸国の教育現場でも広まりを見せ、需要が拡大した。カシオは、2018年度に世界100カ国以上で年間2360万台の関数電卓を販売。2026年度に販売台数を年間2500万台へ引き上げる計画を立てている。